# Раскладушка
Раскладу́шка или походная кровать — раскладная кровать, основа которой изготовлена из металлических труб с натянутой на них плотной тканью.
Главное преимущество такой кровати — её транспортабельность и компактность.

## История
Переносные и раскладные койки различной конструкции использовались военными со времён Древнего Рима. В парижском Музее армии экспонируется раскладная походная кровать Наполеона, который, по преданию, и умер на кровати такой конструкции.
Раскладушку современного типа запатентовал в конце XIX века калифорниец Уильям Мёрфи. В России эти «волшебные кровати» (magic beds) появились вскоре после революции 1917 года:

Американская фирма через Японию завезла на Дальний Восток раскладушки. Хотя называть их так стали значительно позднее. Тогда это была сенсационная новинка. Под названием «Мэджик бэд». Выглядели раскладушки примерно так же, как сейчас. Кусок цветастого брезента, пружины, алюминиевая рама.— С. Довлатов. «Наши».
Были раскладушки и из дерева. Так в 1945—1947 годах использовались самодельные раскладушки, состоящие из двух жердей длиной около 180 см, к которым крепился кусок брезента шириной около 70 см, это было похоже на медицинские носилки. Концы жердей крепились к концам брусочков длиной около 1 метра, это были ножки. Брусочки в центре имели отверстие, в котором был болт, они складывались, как ножницы. Таким образом, в сложенном виде такая раскладушка занимала довольно много места 180*100*10 см. Чтобы ткань не рвалась, к жердям крепились два — три ремня.
Раскладушки используются прежде всего в армии, в туризме и при чрезвычайных ситуациях, когда нужно быстро обеспечить ночлег для пострадавших. Раскладушки стали характерной приметой советского образа жизни, в основном для размещения гостей.